# Jeu de paume de Chinon
Le jeu de paume de Chinon est une ancienne salle destinée au jeu de courte paume dans la commune de Chinon, dans le département français d'Indre-et-Loire.
Elle est construite vers la fin du XVIe siècle mais l'engouement pour ce sport ne tarde pas à faiblir en France. La salle change plusieurs fois d'affectation à partir du milieu du XVIIe siècle. Menacée de disparition au XXe siècle, inscrite comme monument historique en 2015, elle est en cours de réhabilitation en 2022 à l'initiative de son propriétaire et demeure l'une des plus anciennes de France encore en élévation.

## Localisation

Jeu de paume (appelé manège) sur le cadastre napoléonien.

La salle est implantée dans ce qui est, au XVIIe siècle, le faubourg Saint-Étienne à l'est de la ville forte de Chinon, dans un secteur où l'urbanisation encore assez lâche ménage de grands espaces non bâtis avec des jardins,. Elle s'ouvre dans la rue du Jeu de paume, encore appelée rue du Manège au XVIIIe siècle, en référence à l'utilisation de la salle à cette époque.

## Histoire

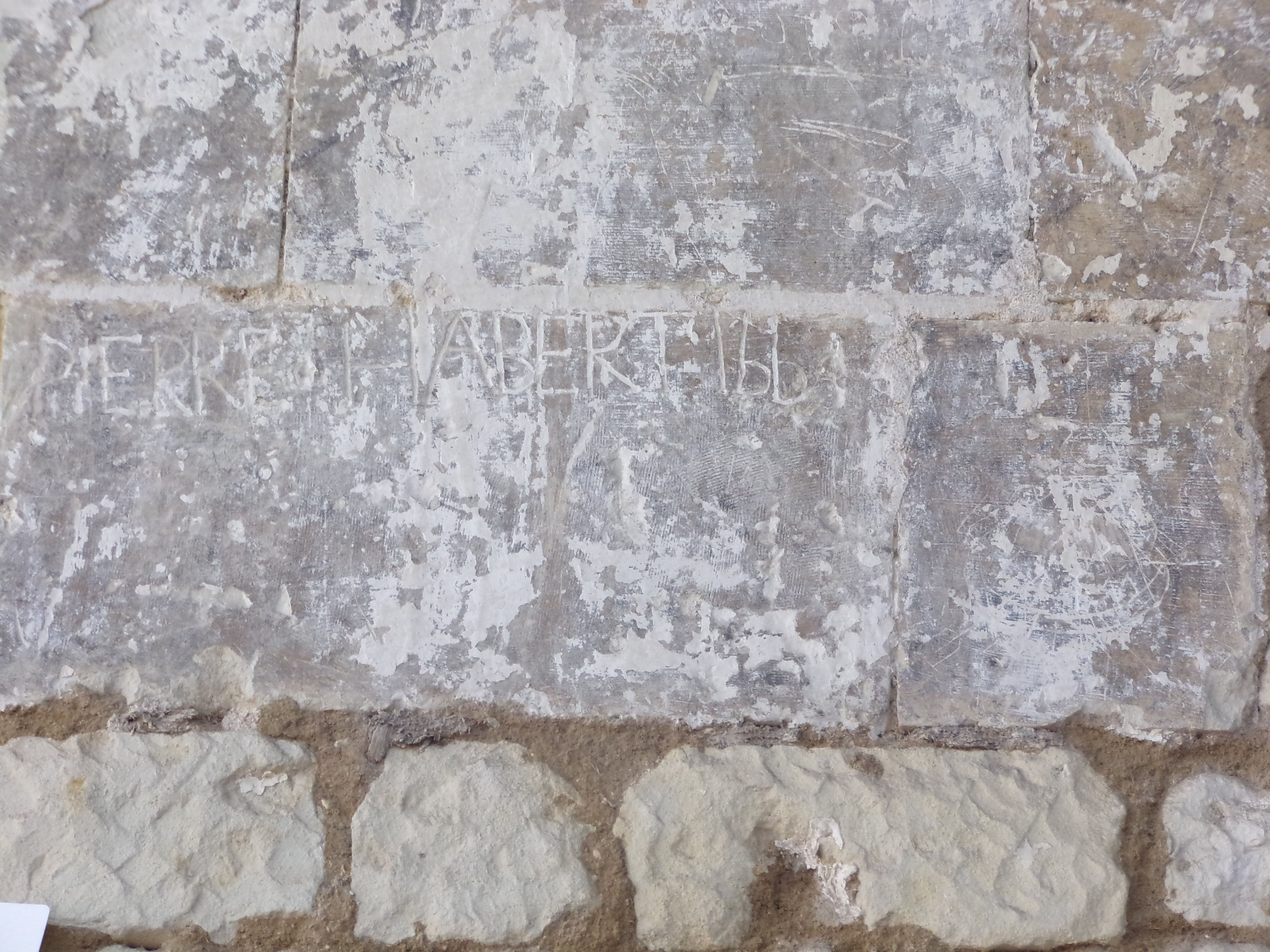
Graffiti apposé par le salpêtrier Pierre Habert.

La salle est construite dans la seconde moitié du XVIe siècle : une grande partie de sa charpente est datée par dendrochronologie de la fin des années 1580 (1587-1590) ; elle est mentionnée dans des textes de cette époque alors qu'elle est louée à un aubergiste voisin. Son exploitation comme salle de jeu de paume dure toutefois moins d'un siècle dans un contexte national de déclin rapide de ce sport. Dès la seconde moitié du XVIIe siècle, la salle de Chinon est utilisée comme salpêtrière — ses murs sont en tuffeau — comme en témoigne un graffiti apposé en 1661 par l'exploitant d'alors, manège à chevaux pour les militaires en garnison (1764), garage à calèches et carrosses (après la Révolution française), entrepôt de droguerie après la Seconde Guerre mondiale avant qu'un négociant en volailles ne s'y installe dans les années 1980,.
Après avoir connu au XXe siècle plusieurs projets de modification, voire de démolition dans le cadre d'une modification du plan de voirie quelques années plus tard, le jeu de paume est inscrit comme monument historique en 2015. La salle est rachetée en 2017 par un Britannique amateur de ce sport qui souhaite la restaurer dans ses fonctions premières. Le bâtiment est consolidé et un diagnostic archéologique a lieu à l'automne 2021. Il permet de retrouver certains aménagements originels du bâtiment, mais aussi de préciser les modifications architecturales qu'il a connues.
Quatre, peut-être cinq autres salles de jeu de paume ont été construites ou aménagées dans la ville de Chinon, même si toutes n'ont certainement pas été simultanément en service. Celle-ci, la seule préservée, est en tout cas l'une des plus anciennes salles de jeu de paume conservées en élévation en France alors qu'il ne reste plus que trois bâtiments de ce type en service à Bordeaux, Fontainebleau et Paris.

## Description

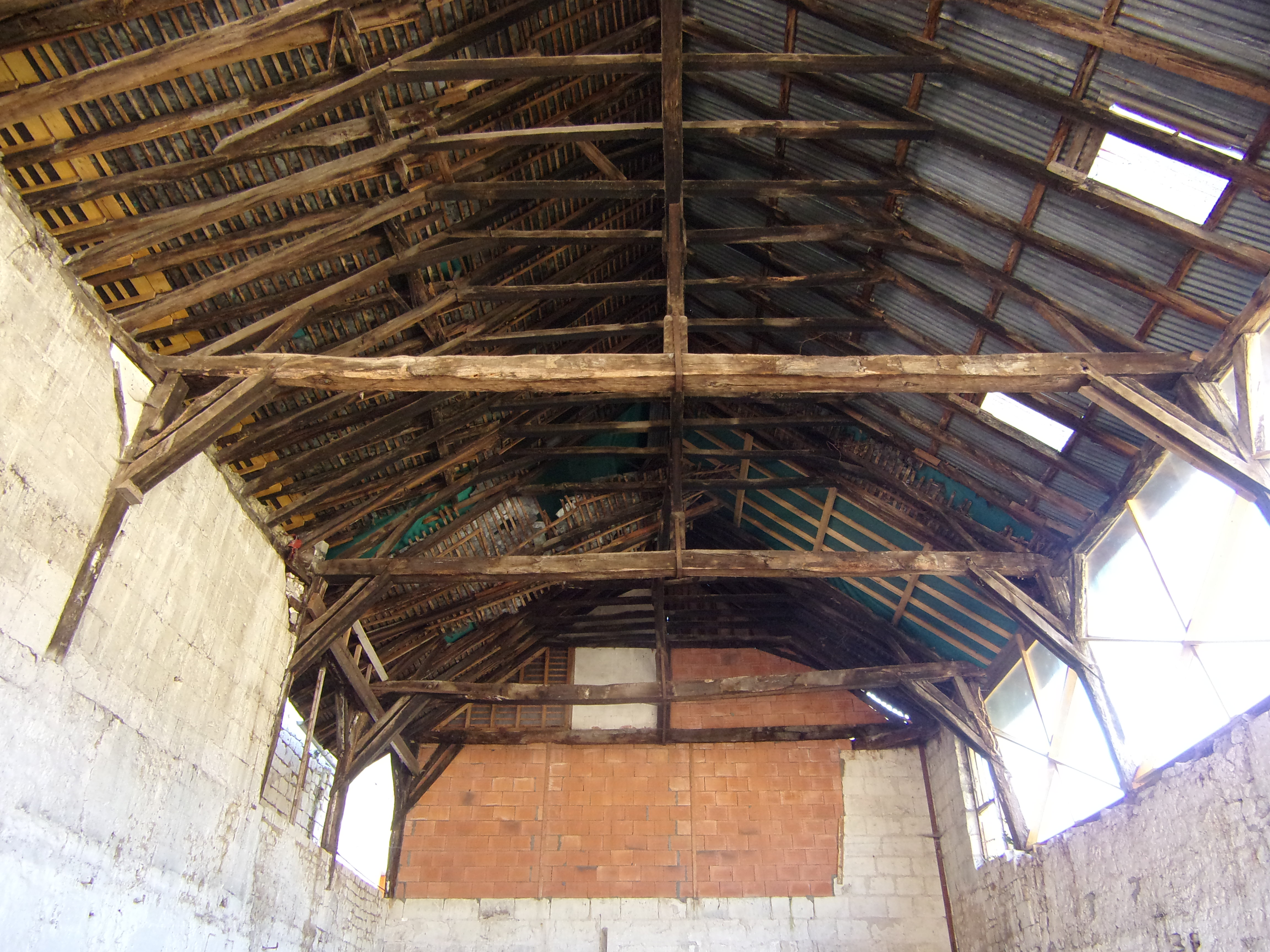
Charpente de la salle.

Le jeu de paume de Chinon se présente au XXIe siècle comme un hangar à volume unique mesurant environ 30 × 10,50 m pour une hauteur de 8 m à la base de la toiture, 10,50 m à son faîte, donnant à l'est dans la rue du Jeu de paume. Sa charpente, composée de huit travées, repose sur les supports des claire-voies surmontant les murs gouttereaux ; elle supporte une toiture d'ardoises. Une avancée de toit protège le pignon oriental et la porte. Les murs, où le grand appareil de tuffeau d'origine a largement été remplacé par des moellons de module plus irrégulier, sont épais d'environ 0,60 m.
Les aménagements intérieurs d'origine n'existent plus en raison des nombreux remaniements qu'a connu l'édifice mais certains d'entre eux se devinent encore : les études archéologiques réalisées en 2021 ont révélé l'existence d'une aire de jeu recouverte de carreaux de terre cuite ainsi que les fondations d'une galerie destinée aux spectateurs et les murs gardent encore, par endroits, la trace de la traditionnelle peinture noire qui les recouvrait et qui permettait de mieux suivre la trajectoire et les impacts de la balle.

## Pour en savoir plus